# Pickering (Angleterre)
Pickering est une ville et une paroisse civile située dans le comté du Yorkshire du Nord en Angleterre. Sa population est de 6 846 habitants. Elle se trouve en bordure du parc national des North York Moors.
Selon la légende, la ville a été fondée par le roi Peredur vers -270. Cependant, la ville telle qu'elle existe aujourd'hui est d'origine médiévale. La légende indique que la ville a été nommée par le roi Peredur. Il avait perdu son anneau et avait accusé une jeune fille de le voler, mais plus tard ce jour-là, l'anneau a été retrouvé dans un brochet pris ce jour-là dans la rivière Costa Beck pour son dîner.
Le roi était tellement heureux de trouver son anneau qu'il épousa la jeune fille. Le nom Pike-ring a changé au cours des années vers Pickering.
Les sites touristiques de la ville sont l'église paroissiale de Pickering (en) avec ses peintures murales médiévales, le château, le North Yorkshire Moors Railway (en) et le musée de Beck Isle (en) ont rendu Pickering populaire auprès des visiteurs.

## Géographie

### Situation
Pickering est situé à la jonction de l'A170, qui relie Scarborough à Thirsk et l'A169 reliant Malton et Whitby. Les roches calcaires forment la colline sur laquelle se trouvent les parties supérieures de la ville et du château. Le Pickering Beck (en) est un cours d'eau qui s'étend du nord au sud à travers le centre de la ville. Il provient des landes et s'écoule vers le sud en passant par Newton Dale avant d'atteindre Pickering. Il est enclin à des inondations en période de précipitations exceptionnelles dans les zones de la ville près de la rivière. Le centre-ville se trouve à l'est du cours d'eau, bien que la population soit presque également répartie entre ses quartiers est et ouest. Pickering s'est développée autour de l'ancienne place du marché, mais la majorité des maisons se trouvent maintenant dans les quartiers résidentiels au-delà de la route principale.

### Géographie physique
Au nord de Pickering se trouve le parc national des North York Moors, passant de 49 m au-dessus du niveau de la mer à son bord sud, à plus de 430 m à Urra Moor. Il est parcouru par une série de rivières dont le Pickering Beck. La plupart des landes se composent de grès jurassique avec des présences résiduelles de grès sur les collines les plus élevées.
Au sud, ces roches sont recouvertes de calcaire oolitique qui forment des collines tabulaires à sommet plat avec un escarpement vers le nord et des pentes plus douces vers le sud. L'action de la glace dans la dernière glaciation a approfondi les vallées préexistantes et a déterminé le tracé des cours d'eau. Au sud de Pickering, des marais étendus ont été drainés et exploités comme terres agricoles fertiles.

## Source
- (en) Cet article est partiellement ou en totalité issu de l’article de Wikipédia en anglais intitulé « Pickering, North Yorkshire » (voir la liste des auteurs).